# Римска гробница у Брестовику
Римска гробница у Брестовику је један од најстаријих споменика културе из римског периода, откривена је 1895. године, а сама гробница датира из периода између III или IV века. Гробница се налази на локалитету Вукашинова црква. Гробница за коју стручна јавност сматра да је припадала римској властеоској породици, такође се везује и за имена великохришћанских мученика,у складу са веровањем да су у њој сахрањене мошти светаца Ермила и Статоника. Гробница данас носи статус споменика културе од великог значаја.

## Историја
Ова гробница је откривена приликом археолошких ископавања 1895. године. Локалитет је 1895. године случајно открио Вукашин Милосављевић док је копао воћњак. Овај објекат је подигнут у III или IV веку, а гробница има најближе аналогије са гробницама из Сирије.
У тексту публикације Завода за заштиту споменика културе града Београда, археолог Зоран Симић наводи: 
"Брестовик, место у општини Гроцка, већини људи је познато по грожђу и другом воћу којима овај крај обилује. Тек понеки намерник чуо је за римску гробницу која представља један од најдрагоценијих споменика из античког периода, не само на територији Београда него и у Србији. Касноримска гробница налази се непосредно поред сеоског гробља. Откривена је случајно 1895. године, када је тадашњи власник имања Вукашин Милосављевић из Брестовика, док је садио шљиве у свом шљивику, наишао на свод и зидове гробнице. Исте године, током септембра, Михајло Валтровић, кустос Народног музеја из Београда, извршио је стручна археолошка ископавања и гробницу у целини открио.
Грађевина је једним делом укопана у падину брега. Састоји се из издуженог прилаза, трема, средишњег простора са две бочне конхе и просторије за сахрањивање у којој се налазе три зидана саркофага. Гробница је зидана од притесаног камена, облутака и опеке које везује кречни малтер. Простор за сахрањивање је правоугаоне основе, засведен полуобличастим сводом од опека. Цела унутрашњост гробнице, односно просторије за сахрањивање и средишњи део, била је прекривена фрескама. Данас се фреске могу видети само у унутрашњости просторије за сахрањивање. Осликане површине изведене су у разним геометријским мотивима комбинованим с представама биљака и животиња у окер, цинобер, плавој, зеленој, мркој и црвеној боји. Оријентација гробнице била је исток–запад. У гробницу се улазило са источне стране, дужим прилазом озиданим према косини терена. Трем, одвојен са четири стуба од прилаза, био је поплочан шестостраним опекама и из њега се, кроз врата, степеницама силазило у средишњи простор, такође поплочан шестостраним опекама.
Овај простор, поред фресака на зидовима, украшавале су и статуе од мермера и две фигуре лежећих лавова. Та просторија служила је вероватно за приношење жртви покојницима. У последњој просторији, одвојеној од претходне вратима и са два мала прозора, у саркофазима су били сахрањени покојници. Гробница је вероватно припадала некој богатој породици која је имала имање негде у близини. Од изузетног је значаја чињеница да нису сви делови грађевине подигнути истовремено. На правоугаони простор а сахрањивање касније је дограђен средишњи део са конхама, трем и приступни простор. До овог закључка се дошло после ревизионих археолошких ископавања изведених 1955. године. Ниједан од елемената за које је ископавањима из 1895. године и 1955. године утврђено да су део њеног првобитног уређења не уноси сумњу да је реч о хришћанској сепулкралној грађевини. Диспозиција плана грађевине и делови статуа које су биле пронађене током првих ископавања упућују на везу гробнице с паганским хероонима и светилиштима царског култа. По својим саставним елементима и њиховом међусобном односу, гробница у Брестовику представља карику у ланцу развоја између античких и ранохришћанских култних грађевина. Настала је највероватније у другој половини 4. века или почетком 5. века наше ере. Прва конзервација и заштита гробнице од пропадања изведене су 1905. године, а шездесет година касније, у ствари 1964. године, доведена је у стање у којем се налази и данас, те је доступна и јавности.
По свом општем изгледу, гробница у Брестовику има веома блиске паралеле с неким споменицима из 5. и с почетка 6. века наше ере, како у Србији тако и на ширем простору Балкана и Блиског истока и представља тип из којег ће се касније развити сложене хришћанске грађевине везане за надгробни култ."
На основу налаза, према мишљењу стручног тима из Завода за заштиту споменика културе града Београда као и чувеног Михајла Валтровића, утемељивача српске археологије и оснивача Српског археолошког друштва 1883. године, гробница у Брестовику представља један од најдрагоценијих споменика из античког периода, не само на територији Београда него и у Србији.
С друге стране, постоје веровање да храм са гробницом припада београдским свецима Ермилу и Стратонику, који су поштовани како у православном, тако и у католичком свету.
Писци житија и на грчком и на латинском наводе да су Свети Ермил и Стратоник у Дунав бачени испод Београдске тврђаве, а тела су им испливала 18 стадија низводно, код данашњег Брестовика. Локални хришћани сахранили су их на брегу у озиданој гробници, што такође одговара локалитету у Брестовику.
Свеце Ермила и Стратоника је осудио на смрт мучењем и дављењем у Дунаву цар Лициније, Константинов зет, који су заједно 313. године потписали Милански едикт, с којим се прекида прогон хришћана. Убрзо долази до конфликта, у вези престола између њих двојце, што условљава да Лициније, тада владар источног дела царства, поново хришћане категорише изван ивице закона.

## Изглед гробнице
Уграђена је у падину мањег узвишења где се данас налази сеоско гробље. Оријентисана је у смеру исток-запад. Гробница чине три одаје: трем, средња одаје са нишама на северној и јужној страни и гробна одаја са простором за сахрањивање. Прилаз са источне стране је у дужини од 4m, усечен у земљу. Гробница је зидана у опеци изломљеном камену, уз употребу малтера. Гробница садржи фреске, које су најбоље сачуване у гробној просторији, на зидовима и своду. Поред фресака гробница још садржи и камене скулптуре. Предворје које је поплочано шестоугаоним опекама је више за око 1m од средишњег простора, које је правоугаоног облика, са конхама на северној и јужној страни. Предворје са средишњим простором гробнице, су једним делом видљиви и изнад површине. Правоугаона просторија на западној страни, засведена полуобличастим сводом, је у целини укопана у падину околног брда. У њој су се уз западни, јужни и северни зид налазиле три зидане гробне конструкције Централни мотиви садрже представе риба и пловки, док се на западном зиду просторије са гробовима разазнају трагови људске фигуре.

## Реконструкције
Ревизиона истраживања извршена су 1955, а 1964. као и радови на заштити архитектуре.